# Хуана-Діас (Пуерто-Рико)
Хуана-Діас (ісп. Juana Díaz, МФА: [ˈxwana ˈði.aθ]) — муніципалітет Пуерто-Рико, острівної території у складі США. Заснований 1798 року.

## Географія
Хуана-Діас розташований у південній частині острову Пуерто-Рико.
Площа суходолу муніципалітету складає 158 км² (16-е місце за цим показником серед 78 муніципалітетів Пуерто-Рико).

## Демографія
Станом на 2010 рік на території муніципалітету мешкало 50 747 ос.
Динаміка чисельності населення:

## Населені пункти
Найбільші населені пункти муніципалітету Хуана-Діас:
| Населений пункт      | Статус | Населення :   | Населення :   | Населення :   |
| Населений пункт      | Статус | на 01.04.1990 | на 01.04.2000 | на 01.04.2010 |
| -------------------- | ------ | ------------- | ------------- | ------------- |
| Агіліта              | Селище | 4 091         | 4 922         | 4 747         |
| Капітанехо           | Селище | 2 281         | 3 209         | 3 954         |
| Гваябаль             | Селище | 2 379         | 2 377         | 2 036         |
| Хуана-Діас           | Місто  | 9 660         | 9 505         | 7 916         |
| Луїс-Льйоренс-Торрес | Селище | 2 990         | 3 328         | 2 912         |
| П'єдра-Агуса         | Селище | н/д           | н/д           | 2 901         |
| Потала-Пастільйо     | Селище | 4 129         | 3 819         | 3 092         |
| Ріо-Каньяс-Абахо     | Селище | 1 245         | 1 185         | 1 038         |